# 臺灣學術機構典藏
臺灣學術機構典藏（Taiwan Academic Institutional Repository），簡稱TAIR，是中華民國教育部委託國立臺灣大學圖書館建置的臺灣學術成果入口網站，是單一窗口的數位化學術平台，整合了臺灣各學術機構的學術資源，以作為臺灣整體學術研究成果的累積、展示與利用窗口。
TAIR秉持分散建置、集中呈現的原則，由臺灣各學術機構自行依據需求建置個別的機構典藏系統來蒐集各校的研究產出，再透過資料互通標準協定（OAI-PMH）將各校典藏的資料整合到TAIR的聯合目錄主機。如此，不僅可以保持各機構的主體性，也可以提高各機構研究成果的能見度與影響力，讓使用者透過TAIR分享各機構豐富的學術研究成果，發揮機構典藏最大的效益。

## 外部連結
- 臺灣學術機構典藏 （页面存档备份，存于）
- DSpace 開放源碼的機構典藏系統 （页面存档备份，存于）